# Doggy Bag (album de Tha Dogg Pound)
Pour les articles homonymes, voir Doggy Bag.
Albums de Tha Dogg Pound
100 Wayz
(2010)
Doggy Bag est une compilation de Tha Dogg Pound, sortie le 19 juin 2012 .
L'album comprend des titres inédits enregistrés entre 1993 et 1998.

## Liste des titres
| No  | Titre                                                                    | Contient un (des) sample(s) de                                                          | Durée |
| --- | ------------------------------------------------------------------------ | --------------------------------------------------------------------------------------- | ----- |
| 1.  | Like Dis (featuring Big Pimpin')                                         | Thème du film Vendredi 13 d'Harry Manfredini                                            | 4:44  |
| 2.  | Every Single Day (featuring Jewell, Nate Dogg et Snoop Doggy Dogg)       |                                                                                         | 5:10  |
| 3.  | Gigolo                                                                   | Groupie de Snoop Dogg et Tha Dogg Pound featuring Nate Dogg, Warren G et Charlie Wilson | 4:33  |
| 4.  | Everybody Needs to Slow Down                                             |                                                                                         | 5:09  |
| 5.  | I Don't Care What the People Say                                         |                                                                                         | 5:19  |
| 6.  | Me in Your World (Original) (featuring The Lady of Rage)                 |                                                                                         | 5:07  |
| 7.  | Let's Play House (Original) (featuring Michel'le, Nate Dogg et Warren G) |                                                                                         | 5:28  |
| 8.  | These Reasons                                                            |                                                                                         | 4:53  |
| 9.  | It Might Sound Crazy (Remix) (featuring Too $hort)                       |                                                                                         | 4:20  |
| 10. | Farewell to My Enemies                                                   |                                                                                         | 6:00  |
| 11. | Save a Life (featuring Prince Ital Joe)                                  | What Would I Do if I Could Feel? de Nipsey Russell                                      | 4:37  |
| 12. | Big Pimpin' (featuring Big Pimpin', Nate Dogg et Snoop Doggy Dogg)       |                                                                                         | 3:58  |
| 13. | U Ain't tha Homie (featuring Crooked I)                                  |                                                                                         | 4:29  |
| 14. | Life I Lead                                                              | Brazilian Rhyme (Beijo Interlude) d'Earth, Wind & Fire                                  | 5:19  |
| 15. | NY 87 (featuring Deadly Threat)                                          |                                                                                         | 4:57  |